# Прибутковий будинок Яблокова
Прибутковий будинок Яблокова (рос. Доходный дом Яблокова) — будівля в Ростові-на-Дону, розташована на вулиці Велика Садова, 42. Пам'ятка архітектури регіонального значення.

## Історія

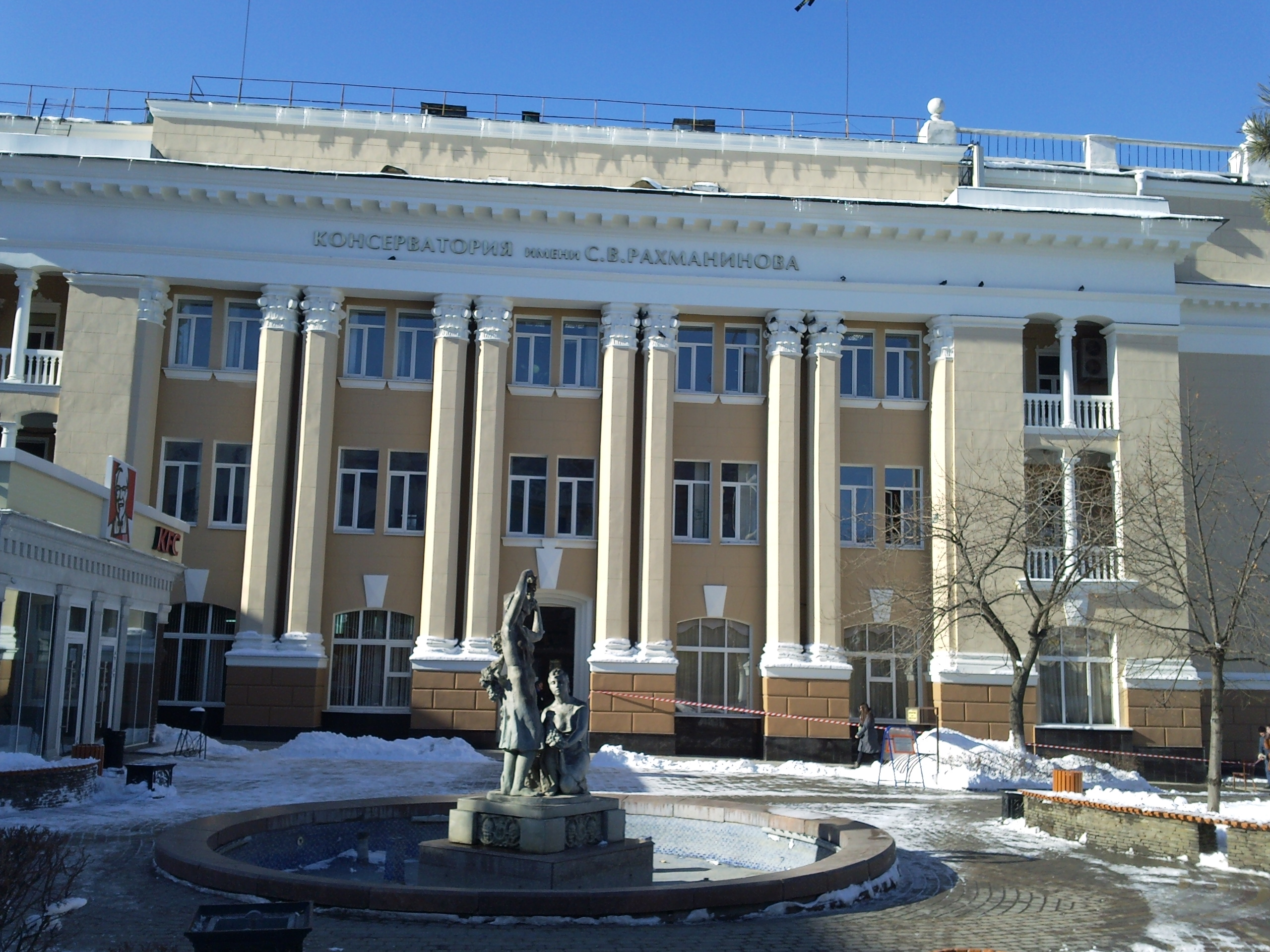
Прибудова до прибуткового будинку Яблокова, 1952. Будівля консерваторії.

Будівля в Ростові-на-Дону на вулиці Великій Садовій було побудована в 1901 році на кошти ростовського купця К. Яблокова. Будівля будувалося як прибутковий будинок за проектом художника-архітектора Миколи Микитовича Дурбаха (Никогос Мкртичевич Дурбахян). Після спорудження будівлі його перший поверх був відданий під торгівельні фірми та магазини, квартири на верхніх поверхах здавалися в оренду.
До перевороту 1917 року будівля являла собою трьохповерховий торговий дім з оптовим складом паперів, писчебумажным магазином К. Ниандера, мануфактурної торгівлею П. Любомислова, галантерейним магазином «Прогрес», торговим домом Апачина і Орлова. В 1901—1913 рр. будівлю займав готель «Європа». Власником готелю був Петро Вікторович Шелеметьев. Після перевороту в цьому будинку працювало кафе-кондитерська «Лор», перебував синдикат «Ленінград-текстиль», на нижніх поверхах був винний склад.
Після проведення націоналізації будівлі в 1920-ті роки в ньому зробили комунальне житло, на першому поверсі, як і раніше, працювали магазини. У будівлі була пивна «Дон-Баварія», виноробня «Донсількредитсоюзу», Будинок Рад № 2 Донського виконкому, гуртожиток Донисполкома, Північно-Кавказьке АТ «Шерсть».
З 1936 року у приміщенні розташовувалося Фізкультурне товариство «Динамо» при НКВС, спортивний зал, прищепний здравотдел Ленінського району міста Ростова-на-Дону. З 1937 року в приміщенні працювала майстерня № 10 артілі шкіргалантереї «Ростшкірвзуттяпромсоюзу», з 1938 року — господарський магазин «Ростпромторгу», комітет Червоного Хреста.
Під час німецької окупації міста від цієї будівлі фашисти відправили на страту тисячі ростовчан-євреїв. У пам'ять про це на будинку встановлена меморіальна дошка. Після війни будівля перебудовувалася, в 1952 році до нього добудували корпус з колонами — корпус майбутньої Ростовської державної консерваторії імені С. В. Рахманінова (архітектор X. X. Чалхушьян). Прибудований корпус виходить фасадом на Будьонівський проспект.
У 1967 році будівлю було віддано Ростовському музично-педагогічному інституту. У 1967 році обидва корпусу будівлі передали Ростовському державному музично-педагогічному інституту, при цьому виселення мешканців вироблялося до 1971 року. У 1968—1971 роках у двох корпусах будівлі проводилася реконструкція за проектом інституту «Ростовгражданпроект»: були побудовані проходи на поверхах, реконструйовані перекриття, закладений ряд отворів, був надбудований четвертий аттиковый; проведено перепланування приміщень. Нині будівлі входять в архітектурний комплекс перехрестя вулиці Велика Садова та Будьонівського проспекту, який склався на початку 1950-х років. Будинок Яблокова є пам'яткою архітектури ХХ століття.

## Архітектура
Будинок Яблокова побудований в архітектурному стилі еклектика. В оформленні будівлі використані прийоми і декор, властиві стилів бароко і класицизму. У фасаді будівлі виділена центральна раскреповка з балконом на другому поверсі і великим пилястровым портиком іонічного ордера. На першому поверсі спочатку знаходився парадний вхід в будівлю з фігурами атлантів, які підтримують балкон.
Архітектурний вигляд цього цегляної будівлі формують обрамлення віконних прорізів, замкові камені, ліпний декор фасаду. Будівля має складну конфігурацію з підвалом, скатним дахом.
Фасад будівлі насичений бароковим ліпним орнаментом, замки архівольт прикрашені гірляндами і жіночими голівками в раковинах зі вставками рослинного орнаменту з посохами Гермеса. Над вікнами третього поверху видно картуші з гірляндами, між декоративними підвіконнями зроблені вставки квіткового орнаменту. Будівля декорована фризовими зубчиками (сухарики, сандрики), тригліфами, вставками зі скульптурними прикрасами маскаронам в метопах.
З XIX століття у вестибюлі першого поверху будівлі зберігся арочний отвір проходу на парадні сходи. З внутрішньої сторони будівлі звід колишнього парадного входу раніше прикрашається фільонками зі вставками дрібного рослинного орнаменту. Триярусний фриз вестибюля прикрашений листям, раковинами, рядами намист.
До теперішнього часу при влаштуванні магазинів на першому поверсі будівлі віконні прорізи були витесані в дверні, замість входів під центральним балконом зроблені вікна, надбудований четвертий поверх.

## Галерея

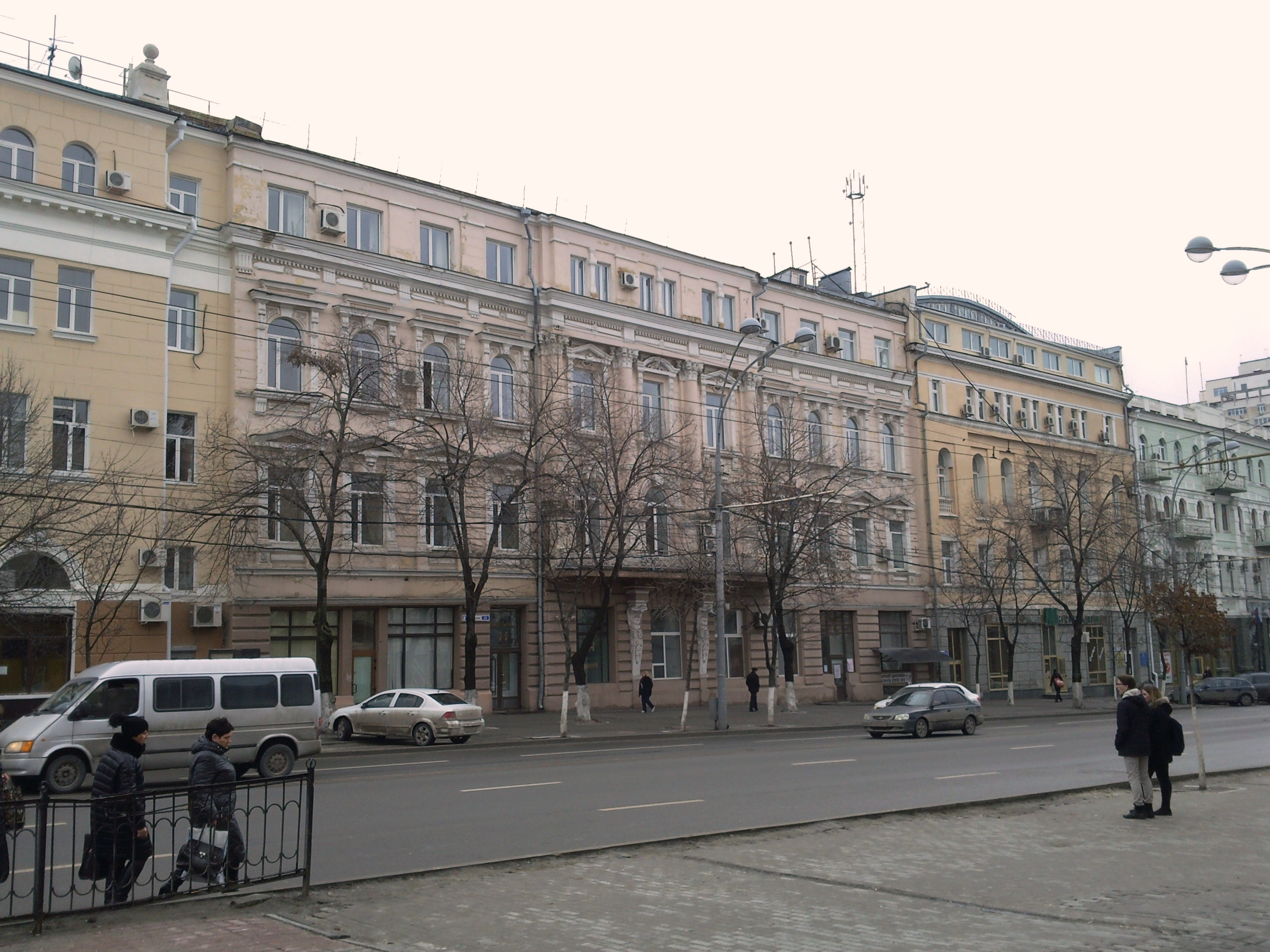
Прибутковий будинок Яблокова на вул. Велика Садова, 42
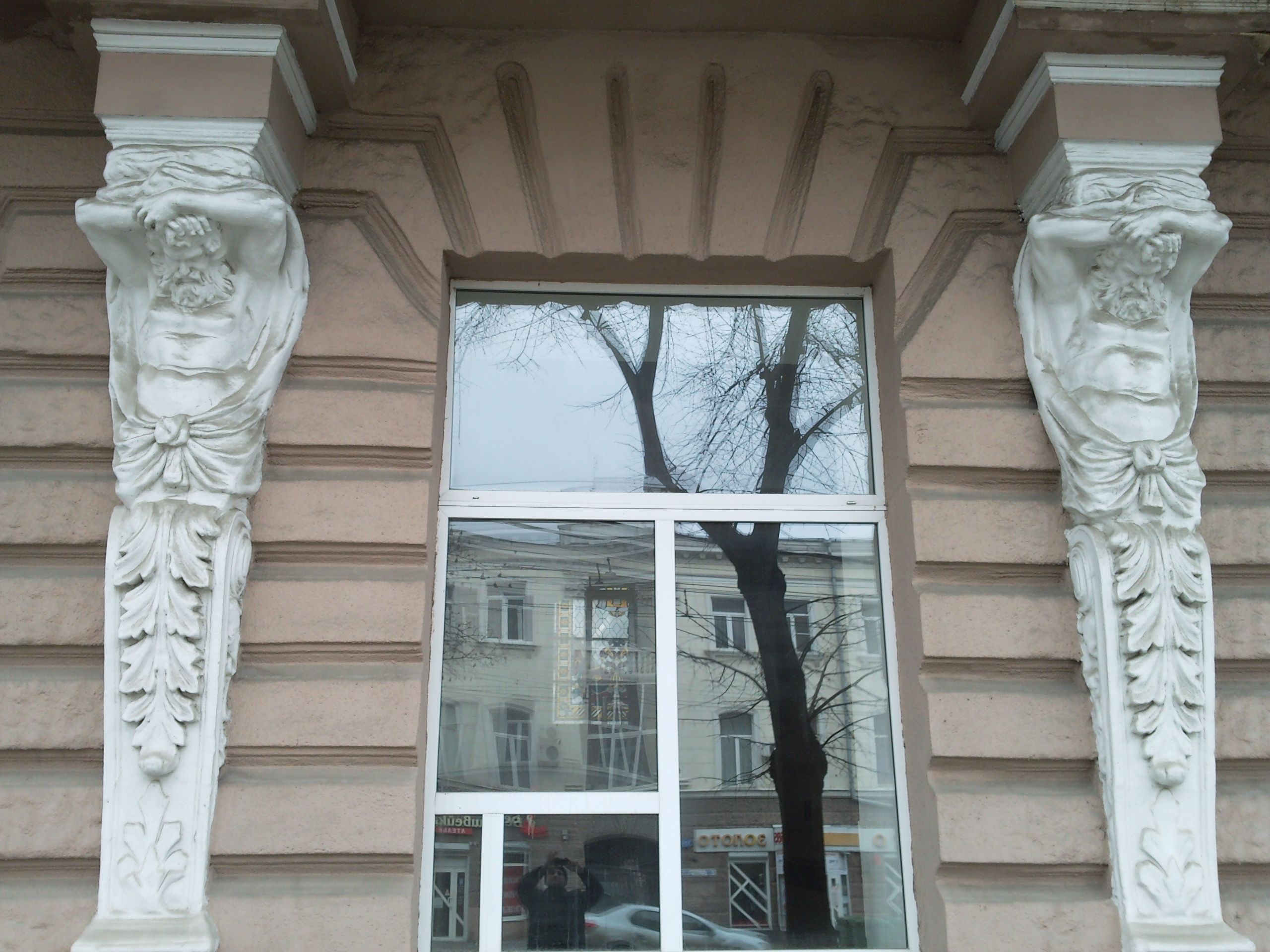
Оформлення колишнього парадного входу
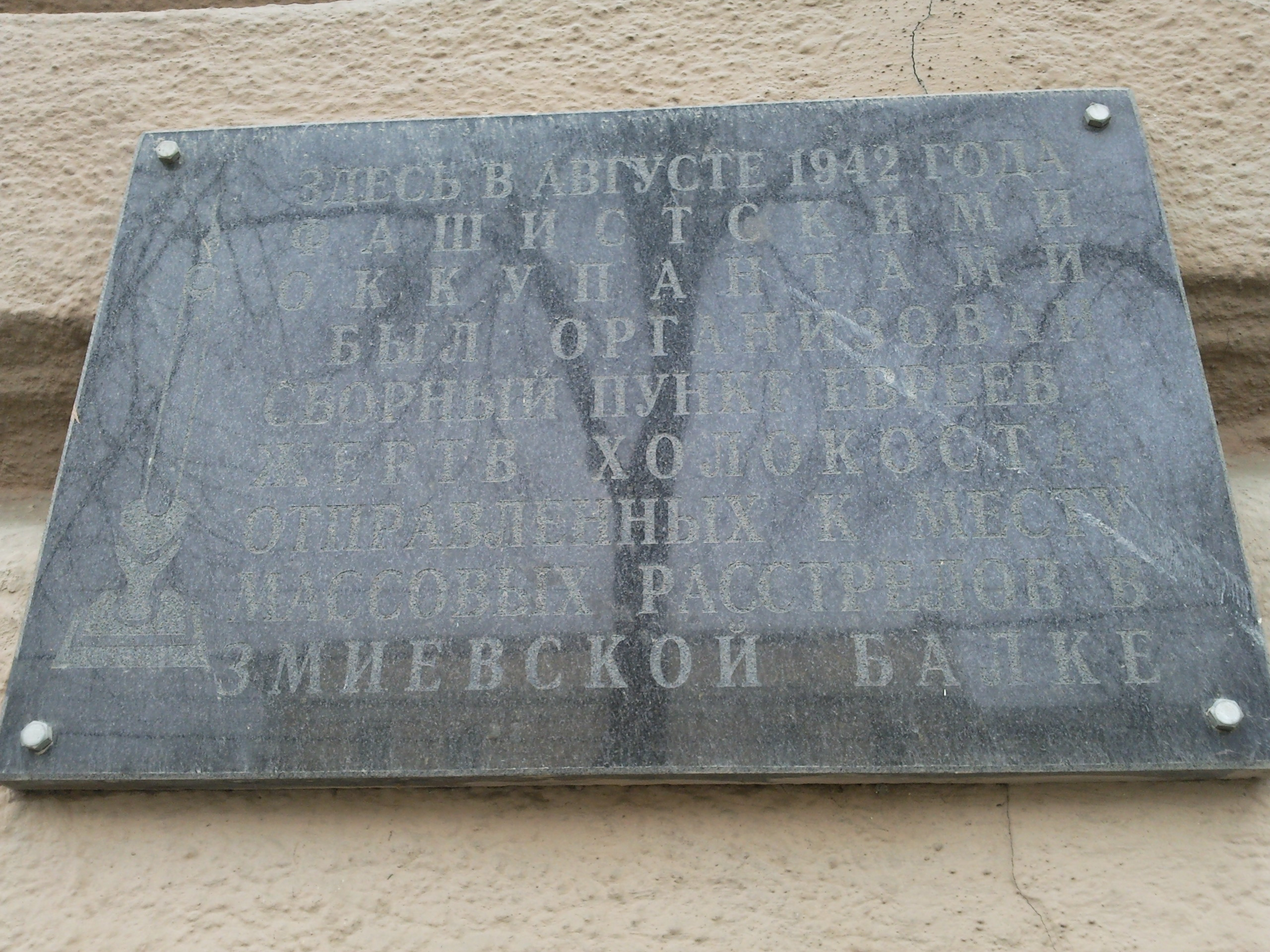
Меморіальна дошка на будинку Яблокова